# Neva Patterson
Neva Louise Patterson, född 10 februari 1920 nära Nevada, Iowa, död 14 december 2010 i Brentwood, Contra Costa County, Kalifornien, var en amerikansk karaktärsskådespelerska.
Patterson spelade Lois Clark i filmen Allt om kärlek (1957). I miniserien V (1983) spelade hon Eleanor Dupres.

## Filmografi, i urval
- 1957 – Kvinnans svaga punkt
- 1957 – Allt om kärlek
- 1977 – Biljett till helvetet
- 1978 – Historien om Buddy Holly
- 1983 – V (TV-serie)
- 1984 – Mitt andra jag